# Theobald Lang (Mediziner)
Theobald Maria Michael Lang, auch in Kurzform Theo Lang (* 26. Juli 1898 in Augsburg; † 25. November 1957 in München), war ein deutscher Psychiater, Erbbiologe und Rassenhygieniker. Ab 1926 arbeitete er an der Deutschen Forschungsanstalt für Psychiatrie in München, wo er über Kropfbildung und Kretinismus forschte. Er engagierte sich während der Weimarer Republik stark in der NSDAP sowie der SA und publizierte zur Rassenhygiene. Langs weitere Forschungen waren die bis dahin umfangreichsten zur erblichen Bedingtheit der Homosexualität. Sie wurden aber methodisch kritisiert und widersprachen den im NS-Staat herrschenden Annahmen. Da er als Anhänger des linken Parteiflügels um Gregor Strasser nach der nationalsozialistischen „Machtergreifung“ aus den NS-Organisationen ausgetreten war, galt Lang zudem als politisch unzuverlässig und setzte sich 1941 in die Schweiz ab. Seine Thesen, an denen es nach dem Zweiten Weltkrieg noch einmal ein kurzzeitiges Interesse gegeben hatte, wurden Ende der 1950er Jahre endgültig widerlegt.

## Herkunft, Studium und Berufseinstieg
Theobald Lang war der Sohn des Bahnverwalters Josef Lang und dessen Ehefrau Therese. Im Dezember 1916 legte er das Notabitur ab. Als Kriegsfreiwilliger nahm er am Ersten Weltkrieg teil und war an der Palästinafront eingesetzt. Aus der britischen Kriegsgefangenschaft wurde er im November 1919 entlassen. Er studierte danach Medizin an der Universität München, schloss das Studium im Mai 1923 mit dem Staatsexamen ab und wurde anschließend zum Dr. med. promoviert. Nach Studienende fand er kein sicheres Anstellungsverhältnis und bestritt seinen Lebensunterhalt mit Vertretungstätigkeiten an Krankenhäusern in München-Schwabing und Augsburg sowie Arztpraxen.
Ab 1926 war er 15 Jahre als wissenschaftlicher Assistent an der Deutschen Forschungsanstalt für Psychiatrie beschäftigt, wo er die Bayerische Kropf- und Kretinenuntersuchung leitete. Dabei ging er der Frage nach, welche Rolle Umweltfaktoren bzw. „Erbschäden“ bei der Entstehung von Schwachsinn bzw. einer Neigung zum Kropf spielten. Er führte systematische Messungen zur Parallelität von Boden- bzw. Luftradioaktivität und der Stärke der Kropfendemie in verschiedenen bayerischen Bezirken durch. Lang vertrat die These, dass die Kropfbildung, verursacht durch Bodenradioaktivität, genetisch bedingt sei und nicht Folge von Jodmangel.

## Hinwendung zum Nationalsozialismus
Spätestens seit 1923 war Lang Mitglied der NSDAP und trat der Partei nach dem reichsweiten Verbot im Zuge der Neugründung 1925 wieder bei. Ab 1925 gehörte er auch der SA an.
Lang stieg schnell in der Hierarchie der Partei auf. Ihm wurden gute Kontakte zur SA-Führung um Ernst Röhm nachgesagt. So wurde er 1931 Stellvertreter des Reichsarztes im Stab der Obersten SA-Führung und 1932 SA-Oberarzt. 1929 gehörte er zu den Mitbegründern des Nationalsozialistischen Ärztebundes. Er saß im Vorstand dieser NS-Organisation und fungierte zeitweise als deren Schriftführer. 1932 übernahm er den stellvertretenden Vorsitz des NS-Ärztebundes.
In Aufsätzen wie Der Nationalsozialismus als politischer Ausdruck unserer biologischen Kenntnis (1930) und Die Belastung des Judentums mit Geistig-Auffälligen (1932) brachte Lang ein radikales Wissenschaftsverständnis und Antisemitismus zum Ausdruck. 1932 betreute er auch ein Heft der Nationalsozialistischen Monatshefte zum Thema „Rassenhygiene“. In dem Zusammenhang führte er unter anderem Schriftwechsel mit Alfred Rosenberg und Hermann Boehm. Er warnte die Reichsleitung der NSDAP vor Kontakten zu Eugen Fischer und Hermann Muckermann vom Kaiser-Wilhelm-Institut für Anthropologie, menschliche Erblehre und Eugenik. Lang stand dem linken Parteiflügel der NSDAP um Gregor Strasser nahe. Er trat am 30. Januar 1933 im Zuge der „Machtergreifung“ aus NSDAP sowie SA aus und beendete seine Mitgliedschaft auch bei den anderen NS-Organisationen, blieb jedoch der nationalsozialistischen Ideologie verbunden und pflegte weiterhin Kontakte zu Parteifunktionären. Hintergrund seines Parteiaustritts war die Enttäuschung darüber, dass er nicht für höhere Funktionen im NS-Staat vorgesehen war.
Von allen wissenschaftlichen Mitarbeitern der DFA hatte sich Lang bereits in der Weimarer Republik am deutlichsten nationalsozialistisch betätigt. Im Institut galt er als fachlich überdurchschnittlich begabt.

## Forschungen zur Homosexualität und Habilitation
Ab Mitte der 1930er Jahre beschäftigte sich Lang mit der Ätiologie der Homosexualität. Lang führte Magnus Hirschfelds Zwischenstufenmodell fort und nahm Hypothesen des Biologen Richard Goldschmidt von 1916 zur Entstehung von Intersexualitätsstufen auf, wonach ein Teil der homosexuellen Männer Intersexe („Umwandlungsmännchen“) seien und damit phänotypisch Männer, aber genotypisch Frauen. Goldschmidt hatte seine Hypothesen auf der Grundlage von Kreuzungsversuchen mit Schmetterlingen entwickelt und unter Vorbehalt auf den Menschen übertragen.
Lang führte erbbiologische und genealogische Untersuchungen der Familien homosexueller Männer durch. Er ging davon aus, dass es sich bei Homosexuellen ursprünglich um Mädchen gehandelt habe, die sich noch im Mutterleib in Jungen gewandelt hätten. Seiner Ansicht nach würde die retrospektive Untersuchung des Geschlechterverhältnisses in Familien von nach dem § 175 verurteilten Männern ergeben, dass in diesen Familien mehr Jungen geboren worden seien, als statistisch zu erwarten gewesen wäre. Mittels erbbiologischer Auswertung Hamburger und Münchner Rosa Listen (etwa 5000 Fälle nach Polizeiakten) gelang ihm zwar die statistische Feststellung, dass ein Teil der Homosexuellen „sehr wahrscheinlich […] genetische Weibchen“ seien, aber Kritiker wiesen ihm methodische Fehler nach. Siegfried Koller etwa hielt die Methoden für ungenügend. Zudem verwarf die Fachwelt seine These von der genetischen Bedingtheit der Homosexualität grundsätzlich. Hans Bürger-Prinz zum Beispiel forderte eine stärkere Orientierung am Körperbau und kritisierte das Dogma von der Endogenität der Homosexualität. Die nationalsozialistische Homosexuellenverfolgung basierte ohnehin auf der Annahme, Homosexualität sei weniger erblich bedingt als vielmehr eine durch Verführung erworbene Krankheit. Nicht unveränderliche Erbanlage, sondern der Wert der Persönlichkeit sei entscheidend. Das SS-Ahnenerbe forderte das Reichsministerium des Innern auf, Langs wissenschaftliche Arbeiten zu überprüfen. Beauftragte Prüfer des Statistischen Reichsamts und der Beratende Psychiater des Heeres-Sanitätsinspekteurs Otto Wuth stellten schließlich bei diesem „politisch motivierten Vorgang“ methodische Fehler bei Langs Untersuchungen fest.
Lang selbst sah sich in seinen Forschungstätigkeiten zunehmend behindert und intervenierte deshalb bei seinem Vorgesetzten Ernst Rüdin. Er wurde zwar noch 1938 von Rüdin mit einer Schrift über seine Messungen zum Zusammenhang von Radioaktivität und Kropf habilitiert; grundsätzliche Differenzen führten jedoch dazu, dass sein Arbeitsvertrag 1940 nicht mehr verlängert wurde. Ohnehin hatte der Münchner NS-Dozentenbund durch einen Einspruch die Erteilung der Lehrbefugnis verhindert, weil Lang „politisch unzuverlässig“ sei. Zwischen Rüdin und Lang kam es vermehrt zu Auseinandersetzungen, auch da dieser seinem Assistenten keine feste Planstelle zusagen konnte. Ein Projektantrag Langs zur „Errichtung eines physikalischen Instituts“ an der DFA, dem er selber vorstehen wollte, scheiterte 1939. Lang sah seine wirtschaftliche Existenz bedroht und wurde Rüdin gegenüber ausfällig, so dass er Hausverbot erhielt. Beschwerden Langs über Rüdin scheiterten ebenso wie seine Bemühungen, anderswo als wissenschaftlicher Assistent Beschäftigung zu finden.

## Zweiter Weltkrieg und Emigration in die Schweiz
Kurz vor Beginn des Zweiten Weltkrieges wurde Lang Ende August 1939 als Reserveoffizier zum Heer eingezogen. Während eines beruflich bedingten Aufenthalts in Südtirol im Zuge seiner Kretinismusforschung setzte er sich im September 1941 in die Schweiz ab und wurde dort als Emigrant anerkannt. Er versuchte, nun dort seine Forschungen fortzusetzen. Auch führte er mit Unterstützung der Julius-Klaus-Stiftung unter Otto Schlaginhaufen ein Forschungsprojekt in Flüchtlingslagern durch. Dabei wollte er überprüfen, ob die nationalsozialistische Judenpolitik zu einer positiven Auslese unter den jüdischen Flüchtlingen geführt habe. In der Schweiz nahm Lang 1942 mit der amerikanischen Gesandtschaft Kontakt auf und berichtete umfassend über die Ermordung von Geisteskranken im Rahmen der „Aktion T4“. Er sagte auch 1945 im Nürnberger Ärzteprozess als Zeuge der Anklage aus, wobei er seinen ehemaligen Vorgesetzten Rüdin schwer belastete.

## Nach 1945
Im Sommer 1946 zog Lang wieder nach Deutschland, wo er sich als ehemaliger „politischer Emigrant“ eine Fortsetzung seiner wissenschaftlichen Karriere erhoffte. Er fand jedoch keine Anstellung im Wissenschaftsbetrieb. Kurzzeitig leitete er übergangsweise die Landesheilanstalt Mainkofen. Sein Bemühen, sein früheres Engagement für den Nationalsozialismus zu vertuschen, scheiterte zunächst in mehreren Spruchkammerverfahren. Erst in seinem Spruchkammerverfahren vor der Hauptspruchkammer München 1949, in dem er sich als Gegner der NS-Rassenhygiene, politischer Emigrant und Opfer des Nationalsozialismus darstellte, wurde ihm seitens der Spruchkammer eine Widerstandstätigkeit zugebilligt. Lang wurde im September 1949 als „Entlasteter“ (Gruppe 5) entnazifiziert.
Lang führte eine Privatpraxis und war für das Bayerische Landesentschädigungsamt tätig. Kurzzeitig erregten seine eugenischen Untersuchungen zur Homosexualität noch einmal Aufsehen im englischen Sprachraum, wo sie ab 1952 von Franz Josef Kallmann unterstützt wurden. Genetische Studien mit Chromosomenuntersuchungen nach Maurice Barrès widerlegten 1955/56 Langs Theorien aber endgültig. Langs Theorie von einer genetischen Bedingtheit der Homosexualität spielte danach keine Rolle mehr. Lang nahm sich am 25. November 1957 in München das Leben. Johannes Heinrich Schultz hatte ihn zuvor auf der Jahrestagung der Deutschen Gesellschaft für Sexualforschung der Unwissenschaftlichkeit überführt. Günter Grau zufolge gibt es aber keinen Beleg dafür, dass Langs Suizid durch die Entwertung seines Lebenswerkes bewirkt wurde.

## Schriften
- Theo Lang: Ergebnisse einer siebten Messungsserie zur Frage des Zusammenhangs zwischen Radioaktivität und Kropf. (= Zeitschrift für die ges. Neurologie und Psychiatrie. Band 162, Heft 1/2), Würzburg 1938, DNB 570520835 (Habilitationsschrift Universität München, Medizinische Fakultät 1939).